# Club des officiers (Abou Dabi)
Le Club des officiers est un centre international de conférences et complexe sportif situé à Abou Dabi aux Émirats arabes unis. Il s'agit d'une construction commandée par le cheikh Zayed servant de nouveau club pour les officiers de l'état-major de l'armée des Émirats.
L'originalité du bâtiment réside dans sa structure en forme d'immense faucon posé dans le désert ou de tente arabe.
Le bâtiment abrite sous un seul toit des infrastructures sportives (tennis, club hippique, section de football, piscine, tir..) culturelles (théâtre, salle de spectacle), hôtelières (résidence et chambres pour les officiers et invités étrangers) ainsi qu'un important centre conférencier et une mosquée.
Le bâtiment a été construit entre 1987 et 1997 sur un projet de l'architecte français Roger Taillibert.